# Alexander Murski
Alexander Murski (ryska: Александр Александрович Мурский: Aleksandr Aleksandrovitj Murskij, tyska: Alexander Alexandrowitsch Murski), född 1 november, eller 1 september, 1869 i Sankt Petersburg, död 1943 i Toulouse, var en rysk skådespelare.
Murskij spelade vid Malyjteatern i Moskva 1901–1903. Filmdebuterade 1919 i Odessa i filmen "Krasnaja zvezda"" (Röda stjärnan). Filmkarriären tog fart efter exilen i Weimartyskland i början av 1920-talet. Efter nazisternas maktövertagande förbjöds Murski att arbeta som skådespelare eftersom han var av judisk börd. Han flydde till Paris där han var aktiv fram till 1940, när Tyskland återigen anföll Frankrike.

## Filmografi (urval)
- 1919 - Krasnaja zvezda
- 1924 - Komödie des Herzens
- 1924 – Mikael
- 1925 – Den glädjelösa gatan
- 1928 – Parisiskor
- 1929 – En ödesdiger natt
- 1931 – Snälla svärsöners snedsprång
- 1932 – Rasputins kärleksäventyr
- 1933 - Tausend für eine Nacht